# Министерство международных отношений и сотрудничества ЮАР
Министерство международных отношений и сотрудничества ЮАР — является министерством иностранных дел правительства Южной Африки. Оно отвечает за отношения Южной Африки с зарубежными странами и международными организациями, и за работу дипломатических миссий в Южной Африке. Министерство возглавляет министр международных отношений и сотрудничества, в настоящее время Наледи Пандор.
Ранее известное как министерство иностранных дел, оно было переименовано в Министерство международных отношений и сотрудничества президентом Джейкобом Зумой в мае 2009 года. Из национального бюджета 2010 года оно получило 4,824.4 млн. рандов, и работало в нем 4533 сотрудников.